# بوبي كلارك (لاعب كرة قدم)
بوبي كلارك (بالإنجليزية: Bobby Clark)‏ (26 سبتمبر 1945 بغلاسكو في المملكة المتحدة - ) هو مدرب كرة قدم ولاعب كرة قدم بريطاني في مركز حراسة المرمى، شارك في كأس العالم 1978. وشارك مع منتخب اسكتلندا لكرة القدم. أما مع النوادي، فقد لعب مع نادي أبردين ونادي كلايد وواشنطن ويبس وسان أنطونيو ثاندر ورابطة كرة القدم الاسكتلندية الحادية عشر ‏ ونادي كوينز بارك.

## وصلات خارجية
- بوبي كلارك على موقع الاتحاد الدولي (مؤرشف)  (الإنجليزية)
- بوبي كلارك على موقع الاتحاد الإسكتلندي (الإنجليزية)
- بوبي كلارك على موقع قاعدة بيانات كرة القدم.إي يو (الإنجليزية)
- بوبي كلارك على موقع ناشيونال فوتبول تيمز (الإنجليزية)
- بوبي كلارك على موقع عالم كرة القدم.نت (الإنجليزية)